# Jäger 90
Jäger 90 est un groupe allemand de rock, originaire de Rostock.

## Histoire
Jäger 90 est formé en 2005 par Thoralf Dietrich, qui est à la fois l'inspirateur et la voix vocale du projet. Le partenaire musical est Stev Andres depuis le début jusqu'en 2009. À partir de cette date, Vigo Stahlmann le remplace, Stev ayant annulé peu de temps auparavant sa participation à une tournée en Suède. Vigo Stahlmann remplace Stev au pied levé et, une fois la tournée terminée, Stev annonce son départ complet. Le 25 mars 2015, le groupe annonce officiellement que Vigo Stahlmann avait quitté le groupe pour des raisons personnelles. Marcel Lüke, qui est également cofondateur de Zweite Jugend et batteur attitré de Combat Company et Tension Control, lui succède au poste de batteur.
Jäger 90 sort cinq albums jusqu'à présent. Les deux albums intitulés Muskeln und Küsse (sorti le 26 décembre 2007) et Drischne Skasal (sorti le 14 septembre 2009) sont publiés par le label Electric Tremor Dessau. Le 13 août 2011, Jäger 90 sort son dernier album Fleisch macht böse chez Out of Line Music. Ils participent également à plusieurs sampler. Par exemple en 2006, 2008 et 2009 sur le Cold Hands Seduction de Sonic Seducer.
Le groupe s'est produit dans différents festivals, comme le Wave-Gotik-Treffen 2008, l'Amphi Festival 2009, le 7e Electro Attack Festival, le Festival of Darkness 2010 ou la réunion de famille 2005, 2007, 2009 et 2013 à Sandersleben. Ils font également partie du line-up de l'Electronic Dreamz Festival 2010.

## Style musical
Le groupe se situe musicalement dans le domaine de la musique électronique et peut être classé dans le style EBM. Jäger 90 s'inspire fortement du projet pionnier Deutsch-Amerikanische Freundschaft, qui a marqué le genre. Thoralf Dietrich, membre fondateur, classe l'orientation musicale du groupe « quelque part entre Rammstein et l'electro ».
Jäger 90 utilise des séquenceurs, des synthétiseurs et des éléments de percussion pour produire le son. C'est également le cas lors des concerts, où ni ordinateur ni arpégiateur ne sont utilisés, mais où l'on continue à recourir à des séquenceurs analogiques. 

## Discographie
- 2005 : Harte Zeiten
- 2006 : Total Debil
- 2007 : Muskeln und Küsse (Electric Tremor Dessau)[8]
- 2009 : Drischne Skasal (Electric Tremor Dessau)[9],[10]
- 2011 : Fleisch macht böse
- 2013 : Wir bitten zum Tanz (EP)[11]